# بخش پالوال
بخش پالوال (به انگلیسی: Palwal district) یک منطقهٔ مسکونی در هند است که در Faridabad division واقع شده‌است. بخش پالوال ۱٬۳۵۹ کیلومتر مربع مساحت و ۱٬۰۴۲٬۷۰۸ نفر جمعیت دارد.